# Kotányi János
Kotányi János (született Kojeteiner Jakab) (Szeged, 1858. május 18. – Bécs, 1928. április 29.) paprikagyáros, a Kotányi fűszercég alapítója.

## A Kotányi cég kiépítése
Kotányi (Kojetáner/Kojeteiner) Hirsch Wolf (1812–1904) és Goldberger Katalin gyermekeként született. 1881-ben szülővárosában, Szegeden egy paprikamalmot kezdett el üzemeltetni, amelyben saját keverési receptje alapján készítette el a saját földjén megtermelt paprikát. 
1884-ben létrehozta Bécsben az első kihelyezett Kotányi-üzletet. A paprika, borpárlat, szilvapárlat, borecet és szilva szállítmányozásával és értékesítésével foglalkozó üzlete a oberdöblingi Billrothstrasse 4. utcában volt. A Kotányi paprikapor zamatának köszönhetően lett a cég császári és királyi udvari beszállító. A gyors gazdasági növekedés további hatalmas fellendüléshez segítette a vállalkozást. Kotányi János pedig újabb okos és jövőbelátó beruházást hajtott végre: fűszermalommá egészítette ki az akkor már híres szegedi paprikamalmot, s ötletét olyan metropoliszokba vitte, mint Budapest, Berlin, München, Boston és New York.
A szegedi Kotányi paprikakereskedés az 1900-as évek közepétől a belvárosi Kárász utcában működött. 1923-ban önálló közkereseti társasággá alakult. "Tagjai: Kotányi János budapesti és Dietrich Emil szegedi lakósok, kávé, tea, paprika és ezzel kapcsolatos árucikkekkel foglalkozó kereskedők", a kik a cégjegyzésre együttesen jogosultak.
Házasságot kötött 1887. október 16-án Győrben Sonnenfeld Dávid és Gráf Regina lányával, Zsófiával (1865–1938).